# Julian Ovenden

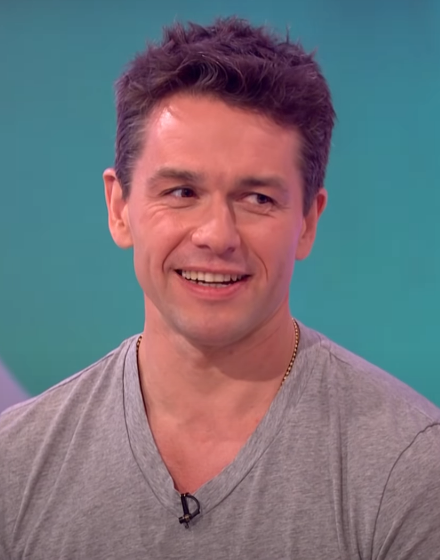
Julian Ovenden

Julian Ovenden (* 1976 in Sheffield) ist ein englischer Schauspieler und Sänger.

## Werdegang
Ovenden sang als Kind im Chor der St Paul’s Cathedral und besuchte Eton College als Stipendiat. Er studierte Musikwissenschaften am New College, Oxford und Schauspiel an der Webber Douglas Academy of Dramatic Art.

## Persönliches
Ovenden ist ein Sohn eines früheren Kaplans der englischen Königin Elisabeth II. Er ist mit der lyrischen Sopranistin Kate Royal verheiratet und hat zwei Kinder.

## Bühnenrollen
- Merrily We Roll Along (Franklin) (2000)[4]
- Grand Hotel (The Baron) (2004)[5]
- Butley (Joseph Keyston) (2006)[6]
- Marguerite (Armand) (2008)[7]
- Annie Get Your Gun (Butler) (2009)[8]
- Death Takes a Holiday (Death) (2011)

## Film- und Fernsehrollen (Auswahl)
- 2002: Come Together (Fernsehfilm)
- 2002: The Forsyte Saga (Miniserie)
- 2003: The Royal (Fernsehserie)
- 2004: Eine Weihnachtsgeschichte nach Charles Dickens – Musical (A Christmas Carol, Fernsehfilm)
- 2005: Der Wachsblumenstrauß (Agatha Christie’s Poirot; Fernsehserie, Folge: After the Funeral)
- 2006: Charmed – Zauberhafte Hexen (Fernsehserie, Episodenrolle)
- 2005–06: Related (Fernsehserie, 9 Folgen)
- 2006: Cashmere Mafia (Fernsehserie)
- 2006–07: Foyle’s War (Fernsehserie)
- 2010: First Night
- 2010: Eines Menschen Herz (Any Human Heart, Miniserie)
- 2011: Inspector Barnaby (Midsomer Murders, Fernsehserie, Episodenrolle)
- 2013: SMASH (Fernsehserie)
- 2013: Sunday in the Park with George (Fernsehfilm)
- 2013–14: Downton Abbey  (Fernsehserie, 9 Folgen)
- 2014: The Assets (Miniserie)
- 2014–16: Person of Interest
- 2015: Colonia Dignidad – Es gibt kein Zurück (Colonia Dignidad)
- 2016: Major Crimes (Fernsehserie, Episodenrolle)
- 2017: The Crown (Fernsehserie, Episodenrolle)
- 2017–19: Knightfall
- 2018: Surviving Christmas with the Relatives
- 2018: Head Full of Honey
- 2020: Bridgerton (Fernsehserie)
- 2020: Adult Material (Fernsehserie, 4 Folgen)
- 2022: The People We Hate at the Wedding